# Credi, credi
Credi, credi è un singolo di Annalisa Minetti pubblicato il 6 aprile 1998 per la Sony Music.

## Descrizione
Il brano è il secondo singolo estratto dall'album Treno blu, album di debutto di Annalisa Minetti. Si tratta di una rivisitazione italiana di Lady, Lady, infatti è conosciuta anche con il titolo Credi, credi (Lady, Lady). 
Gli autori di testo e musica del brano sono Babyface, Fabrizio Berlincioni, Francesco Buscemi.

## Tracce
1. Credi, credi – 4:20 (Babyface, Fabrizio Berlincioni, Francesco Buscemi) – rivisitazione italiana di Lady, Lady, il singolo è conosciuto anche con il titolo Credi, credi (Lady, Lady)